# Melanella macra
Melanella macra är en snäckart som beskrevs av Bartsch 1917. Melanella macra ingår i släktet Melanella och familjen Eulimidae. Inga underarter finns listade i Catalogue of Life.